# Dichrostachys cinerea

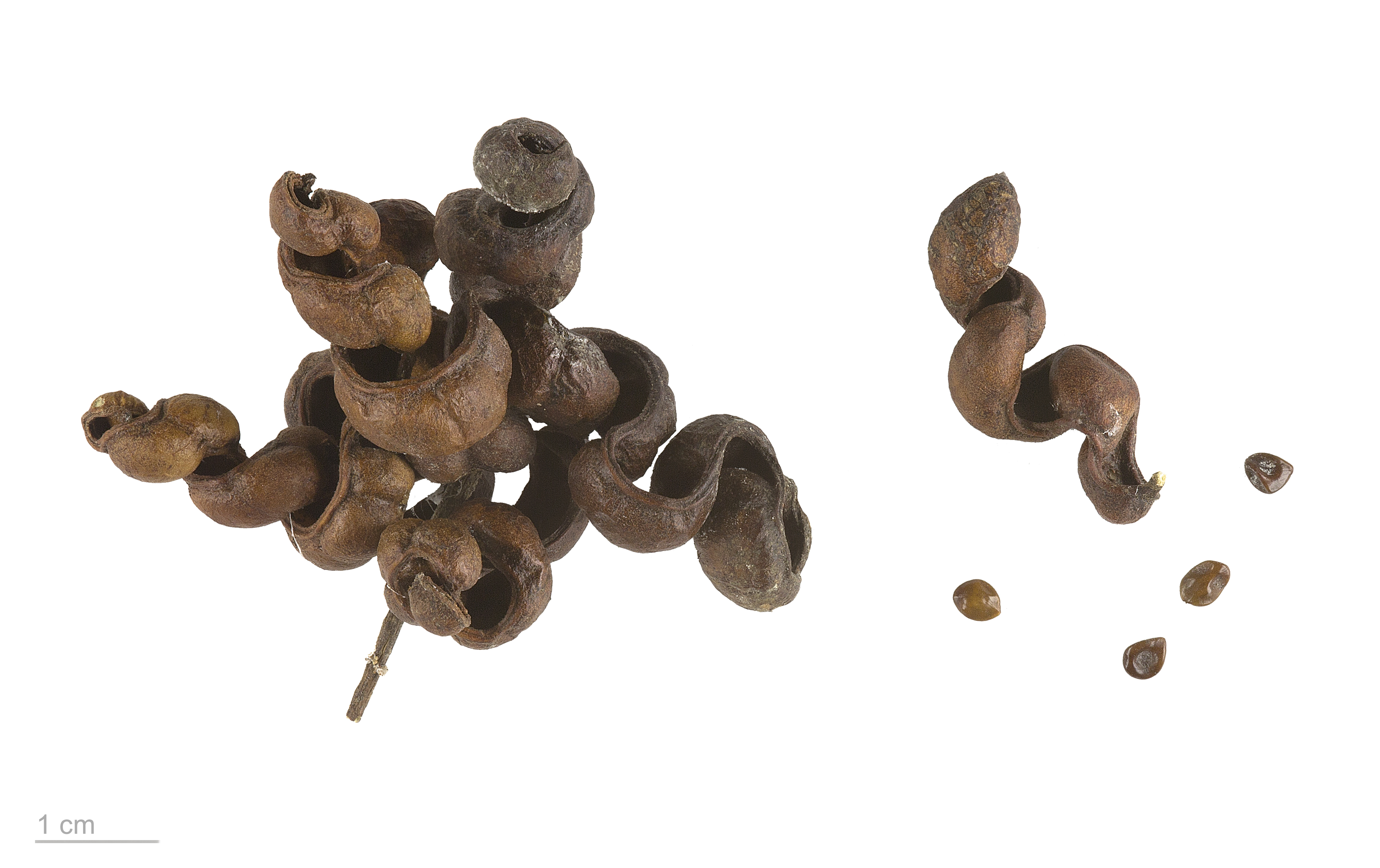
Dichrostachys cinerea

Dichrostachys cinerea (L.) Wight & Arn., 1834 è un arbusto appartenente alla famiglia delle Fabaceae. Conosciuto anche come acacia Saint Comingue (Francia), el marabu (Cuba) o Kalahari Christmas tree (Sud Africa), è nativo dell'Africa, anche se si può trovare in India e nell'Asia meridionale. Alla fine del XIX secolo fu introdotta negli USA, a Cuba e nelle isole francesi di Martinica e Guadalupa.

## Descrizione
D. cinerea è un arbusto, o piccolo albero, che raggiunge, generalmente, un'altezza massima di 4-5 metri; tuttavia, in condizioni di terreni propizi e umidi, più arrivare a 10 metri di altezza e 18 centimetri di diametro. I tronchi sono caratterizzati da numerose ramificazioni spinose talmente fitte che spesso risultano impenetrabili. La corteccia è grigia o bianchiccia e le spine arrivano fino a 2,5 centimetri di lunghezza.

La fioritura, prendendo come spunto il clima cubano, avviene da aprile a settembre; in Sud Africa, invece avviene generalmente nei mesi autunnali e invernali: da ottobre a febbraio. I frutti maturano verso l'inverno, rimangono sulla pianta per un certo tempo senza cadere.

## Distribuzione e habitat
D. cinerea è una specie eliofila. Cresce ad altitudini da 0 a 1500 metri sul livello del mare; necessita precipitazioni che siano minori a 800 mm, ma non sopporta i terreni troppo bagnati. I terreni in cui cresce sono tra i più differenti: dal terreno sabbioso a quello argilloso, da quello più acido all'ultrabasico.

## Pianta invasiva
È considerata la pianta maggiormente invasiva nell'isola di Cuba. Ha raggiunto grande diffusione per l'assenza di piante o animali che le si contrappongono. Si diffonde per polloni e per semi, in particolare diffusi con le deiezioni dal bestiame che ne è ghiotto.
La sua diffusione nei terreni agro-pecuari ne è conseguenza.
Elemento di diffusione è pure la sua adattabilità a terreni assai vari, anche siccitosi e poveri. Difficile e costosa da sradicare.

Nella Provincia di Pinar del Rio una mandria di bufali selvatici fu costretta ad abbandonare il territorio assegnatole di fronte all'espandersi del Marabu.

## Controllo
Si controlla con diserbanti chimici, costosi. In genere nelle zone abitate in maniera intensiva o coltivate in maniera intensiva è poco diffusa. Si diffonde maggiormente nelle zone dove la densità abitativa è scarsa o l'utilizzazione dei terreni è estensiva

## Usi
In generale è considerata una piaga in quanto dannosa per l'agricoltura e invasiva.
Tra i suoi utilizzi:
- A Cuba, si studia la sua utilizzazione per la protezione di terreni privi di vegetazione naturale per evitare l'erosione per dilavamento o per l'erosione del vento.
- utile come pianta apicola per la produzione di miele
- fonte proteica per gli animali (circa il 15%)
- viene usata per costruzioni rustiche e ebanisteria, grazie al suo legno duro, immune all'attacco di funghi e con un'alta densità.
- a Cuba, per la sua estensione, può essere fonte di biomassa per combustibile solido a bassa densità
- i frutti possono essere usati come antisettico e lassativi[4][5] e la corteccia per trattare casi di sifilide, gonorrea e lebbra[6]